# Borkumer Kleinbahn Borkum
Die Borkum war die dritte Dampflok der Borkumer Kleinbahn auf der Insel Borkum. Gebaut wurde diese Lok von Krauss 1888 mit der Fabriknummer 1933.

## Geschichte
Die Lok Borkum wurde fabrikneu zur Inselbahn geliefert. Im Jahre 1900 bekam sie eine neue Feuerkiste von der Firma W. Heuer bei Leer. Ausrangiert wurde sie bereits 1925 und im gleichen Jahr bei Orenstein & Koppel in Zahlung gegeben. Ihr Wert betrug 12.000 Reichsmark.